# Trade Union Confederation of the Americas
De Trade Union Confederation of the Americas (TUCA) is een Amerikaanse confederatie van vakbonden. De organisatie is tevens bekend onder zijn Spaanse benaming Confederación Sindical de Trabajadores/as de las Américas (CSA).

## Historiek
De TUCA ontstond uit de fusie van de Organización Regional Inter-Americana de Trabajadores (ORIT) en de Central Latinoamericana de Trabajadores (CLAT). Het stichtingscongres van de organisatie vond plaats van 27 tot 29 maart 2008 te Panama. Bij haar oprichting sloten 68 vakbonden uit 26 landen aan, waardoor de organisatie meer dan 50 miljoen werknemers vertegenwoordigd. De organisatie verkoos de Mexicaans-Amerikaanse Linda Chavez-Thompson (AFL-CIO) als voorzitter, de Colombiaan Julio Roberto Gómez (CGT) als ondervoorzitter en de Paraguyaan Victor Báez Mosqueira (CUT) als algemeen secretaris. Rafael Freire Neto, Laerte Teixeira en Amanda Villatoro Claribel ten slotte werden verkozen tot TUCA-secretaris.
Het tweede TUCA-congres vond plaats van 17 tot 20 april 2012 te Brazilië. Op dit congres werd de Canadees Hassan Yussuff (CLC) verkozen tot nieuwe voorzitter van de organisatie. Het derde congres vond plaats te São Paulo van 26 tot 29 april 2016.

## Structuur

### Bestuur
| Tijdspanne   | Voorzitter                      |
| ------------ | ------------------------------- |
| 2008 - 2012  | Linda Chavez-Thompson (AFL-CIO) |
| 2012 - heden | Hassan Yussuff (CLC)            |

| Tijdspanne   | Algemeen-secretaris         |
| ------------ | --------------------------- |
| 2008 - heden | Victor Báez Mosqueira (CUT) |